# Pola (bướm nhảy)
Pola là một chi bướm ngày thuộc họ Bướm nâu.